# Evangelische Kirche (Reilingen)

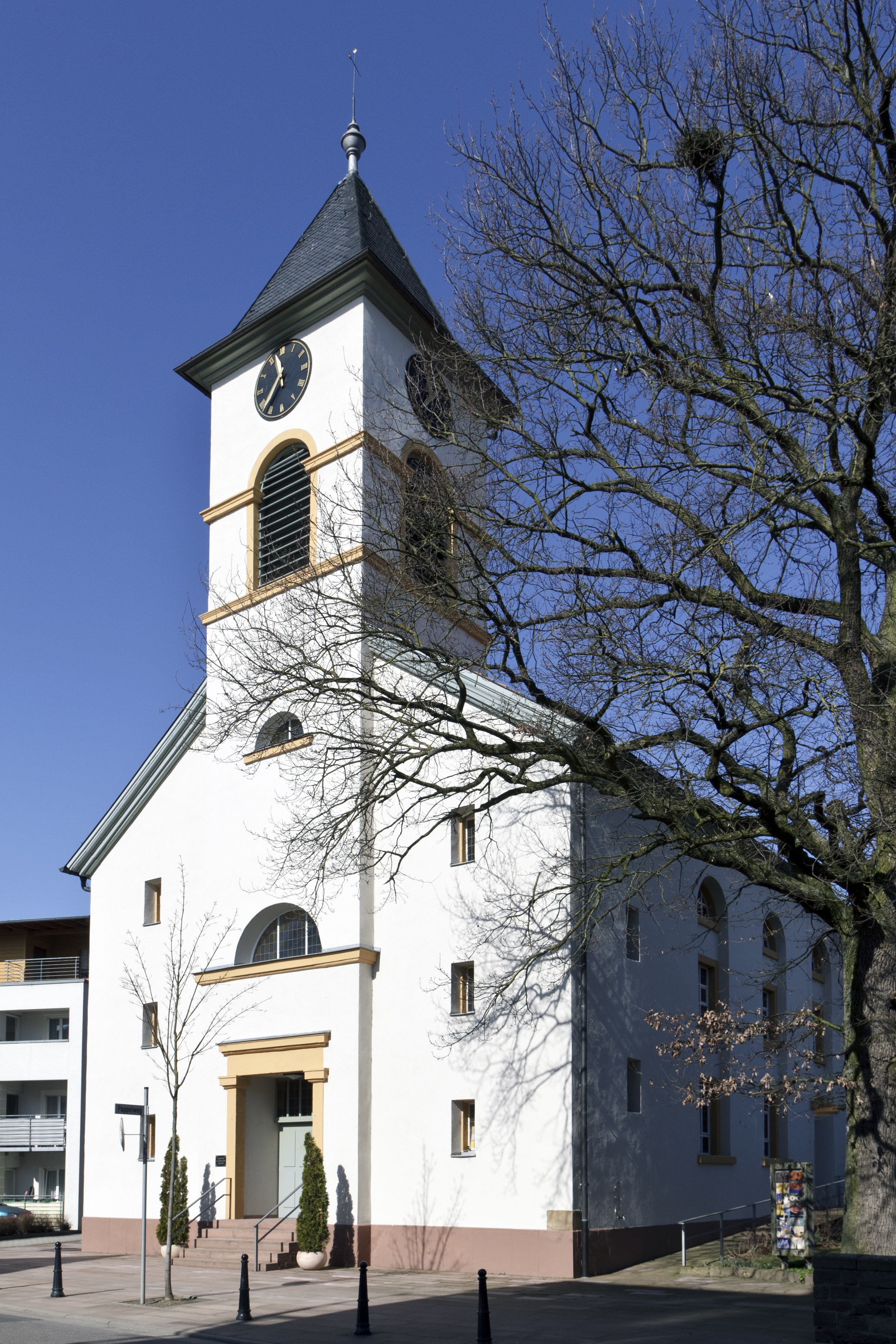
Evangelische Kirche

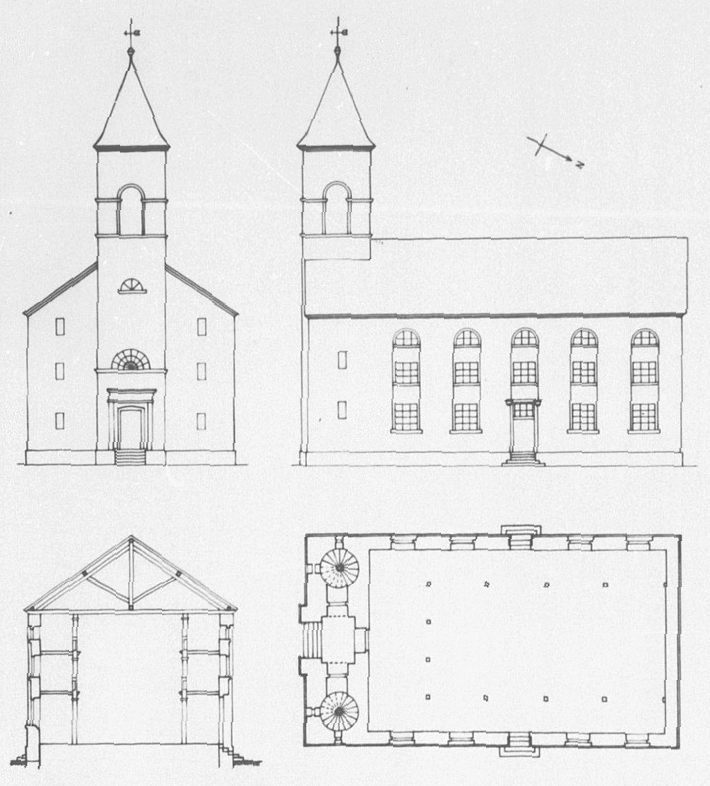
Pläne

Die Evangelische Kirche in Reilingen im Rhein-Neckar-Kreis im Nordwesten Baden-Württembergs wurde zwischen 1819 und 1820 von Wilhelm Frommel (1759 – 1837) im klassizistischen Stil erbaut.

## Geschichte
Nachdem Kurfürst Ottheinrich 1556 in der Kurpfalz die Reformation eingeführt hatte, unterlag Reilingen wie das gesamte Land den häufigen Konfessionswechseln, ehe die alte Wendelinskirche in der pfälzischen Kirchenteilung 1705 den Reformierten zugeteilt wurde. Die Pfarrei allerdings war mit Walldorf vereinigt und wurde erst nach 1726 wieder besetzt. Wegen der Baufälligkeit der Reilinger Kirche mussten die Gottesdienste in Walldorf bzw. Hockenheim besucht werden. Johann Jakob Rischer schlug 1731 einen Neubau vor, der nach dem Vorbild der reformierten Kirche in Walldorf gestaltet sein sollte. Dann wurde jedoch 1739 die alte Kirche instand gesetzt.
Zu Beginn des 19. Jahrhunderts war dann ein Neubau nicht mehr zu vermeiden. Ein erster Plan ist aus dem Jahr 1808 überliefert. 1819 wurde dann der Grundstein gelegt und im Jahr darauf konnte die Kirche eingeweiht werden. Rund hundert Jahre später stand die Gemeinde erneut vor der Entscheidung, ob eine neue Kirche gebaut werden sollte, so wie es der  Leiter der Kirchenbauinspektion Hermann Behaghel 1906 empfahl. Die Gründe hierfür lagen bei der gestiegenen Bevölkerung und Schäden an der Bausubstanz. Die Entscheidung wurde immer wieder hinausgezögert, bis dann die Kirche 1951 umfassend saniert wurde. 2005 wurde die Kirche renoviert.

## Beschreibung
Die evangelische Kirche steht an der Hauptstraße von Reilingen. Landbaumeister Wilhelm Frommel schuf ein klassizistisches Bauwerk, das sich am Werk von Friedrich Weinbrenner orientiert. Der Kirchturm mit seinem Pyramidendach ist fast ganz eingezogen. Die Fensteranordnung folgt den zweigeschossigen Emporen im Innern, die original erhalten sind, ebenso wie das Gestühl und der Tischaltar. In der Erdgeschosshalle wurde das Wappen der Kurpfalz eingemauert, einst gotischer Schlussstein der Vorgängerkirche. Die Orgel wurde 1963 von den Gebrüdern Mann gebaut und 1995 von Joachim Popp umgebaut. Das Instrument hat 22 Register auf zwei Manualen und Pedal. Das Geläut besteht aus drei Glocken. Zwei davon wurden 1950 gegossen, nachdem im Zweiten Weltkrieg nur eine Glocke behalten werden durfte und die anderen abgeliefert werden mussten.